# Acetoxolona
Acetoxolone es un medicamento que se usa para la úlcera péptica y la enfermedad por reflujo gastroesofágico. Se trata de un acetil derivado del ácido glicirretínico.